# Sangalhos Desporto Clube
A equipa de Basquetebol do Sangalhos Desporto Clube é a secção que representa a dita agremiação em competições profissionais nacionais e internacionais, localizado em Sangalhos, Portugal. Manda seus jogos no Complexo Desportivo de Sangalhos com capacidade para 500 adeptos.

## Temporada por temporada
| Temporada | Nível | Liga    | Posição | Pós-temporada     |
| --------- | ----- | ------- | ------- | ----------------- |
| 1999-00   | 2     | 1ª Div. | 9º      |                   |
| 2000-01   | 2     | 1ª Div. | 5º      |                   |
| 2001-02   | 2     | 1ª Div. | 1º      | Campeão           |
| 2002-03   | 2     | 1ª Div. | 1º      | Campeão           |
| 2003-04   | 2     | Proliga | 3º      | Finalista         |
| 2004-05   | 2     | Proliga | 4º      | Quartas de finais |
| 2005-06   | 2     | Proliga | 2º      | Quartas de finais |
| 2006-07   | 2     | Proliga | 8º      | Quartas de finais |
| 2007-08   | 2     | Proliga | 9º      |                   |
| 2008-09   | 2     | Proliga | 6º      | Quartas de finais |
| 2009-10   | 2     | Proliga | 6º      | Quartas de finais |
| 2010-11   | 2     | Proliga | 5º      | Quartas de finais |
| 2011-12   | 2     | Proliga | 6º      | Quartas de finais |
| 2012-13   | 2     | Proliga | 6º      | Quartas de finais |
| 2013-14   | 2     | Proliga | 9º      |                   |
| 2014-15   | 2     | Proliga | 7º      | Quartas de finais |
| 2015-16   | 2     | Proliga | 4º      |                   |
| 2016-17   | 2     | Proliga | 7º      | Rebaixado         |
| 2017-18   | 3     | 1ª Div. | 4º      |                   |
| 2018-19   | 3     | 1ª Div. | 2º      | Semifinalista     |
| 2019-20   | 3     | 1ª Div. |         |                   |
| 2020-21   | 2     | Proliga |         |                   |

fonte:eurobasket.com

## Sangalhos DC em competições internacionais
| 1994-95 | Copa Korać | Manchester Giants | 77-81  |
| 1994-95 | Copa Korać | Manchester Giants | 101-84 |

## Títulos
Primeira Divisão
- Campeão (2): 2001-02, 2002-03

Proliga
- Finalista (1):2003-04

## Artigos relacionados
- Liga Portuguesa de Basquetebol
- Proliga
- Supertaça de Portugal de Basquetebol